# Élisabeth Le Bas
Élisabeth Le Bas, nata Duplay (Parigi, 16 agosto 1772 – Rouen, 4 aprile 1859), è stata una rivoluzionaria francese.
Figlia di Maurice Duplay e Françoise-Éléonore Vaugeois che accolsero il rivoluzionario Maximilien de Robespierre nella loro casa dal 1791 al 1794 e sorella di Éléonore Duplay. Sposò in primo matrimonio il deputato Philippe-François-Joseph Le Bas.